# Няня (фильм, 1999)
«Няня» (англ. Au Pair) — американская романтическая комедия, премьера которого состоялась 22 августа 1999 года. Фильм имел большой успех, несмотря на банальность истории, после чего создатели фильма отсняли два продолжения: «Няня-2: Сказка продолжается» и «Няня-3: Приключения в раю», в России фильмы были названы при переводе просто: «Няня», «Няня-2» и «Няня-3».

## Сюжет
Молодая, амбициозная девушка Дженни Морган, оканчивает магистратуру Калифорнийского университета и устраивается на работу, которую тут же теряет по независящим от неё причинам. Через некоторое время, она отправляется на поиски работы и читая газету, натыкается на объявление в крупную компанию, правда она не читает условий работы. После собеседования, проведённого лично главой компании Оливером Колдвеллом, её принимают на работу и в тот же день за ней присылают машину, которая отвезёт её в аэропорт, а оттуда — в Париж, где отдыхает её бойфренд Чарли. В Париже её встречает Найджел — личный водитель Оливера, который отвозит её в гостиницу. Там она выясняет от Оливера и его невесты Вивиан, что офисная работа, на которую она рассчитывала, оказывается должностью няни для детей Колдвелла — Кэти и Алекс, которые выглядят паиньками, оказываются настоящими малолетними террористами, которые сначала подглядывают за ней через камеру, прикреплённую к радиоуправляемой машине, а заетм, ночью, используя радиоуправляемую пожарную машину, выпускают крыс на её постель. Также Кэти от имени Дженни просит разбудить няню в три часа утра и ставит напротив двери посуду.
План детей срабатывает, и Дженни, после того как испугалась крыс, не смогла выспаться. На следующий день, дети игнорируют свою няню, а затем начинают её «травить» — выбрасывают её сумку в Сену и в музее выставляют её сумасшедшей. Позднее Найджел объясняет Дженни, что её, а равно как и остальных нянь, методично выживают со своей работы, используя различные методы.
Внезапно машину Найджела увозят на штрафстоянку за стоянку на месте для инвалидов, но тот понимает, что это — новая проделка детей, которые решили разлучить его и Дженни. Позднее, по пути в Лувр на метро, Алекс пытается пристегнуть Дженни к поручню наручником, но его план оборачивается против него самого. После «хорошего дня» Дженни вместе с детьми посещает ресторан, в котором собрались сотрудники компании Колдвелла для переговоров. Дженни поражает некоторых сотрудников компании своими знаниями. Кэти и Алекс придумали для няни позорный номер — они намазали клеем стул, на котором должна сидеть Дженни. Однако на этот стул садится Вивьен, которая в итоге рвёт платье. В итоге, Оливер отчитывает своих детей, которые, желая остаться с отцом, деактивируют почти все ловушки в номере Дженни, забыв про ловушку с кроватью, в которую угождает сам Оливер, обсуждающий с Дженни поведение своих детей.
На следующий день Колдвеллы с Вивьен отправляются в Вену, «прихватив» с собой Дженни. Последняя по неосторожности читает конфиденциальные документы компании, что замечает Вивьен. Она реашет собрать компромат на няню, чтобы потом уволить её. Тем временем Оливер проводит время с детьми, но вынужден вернуться в офис, оставляя их на Дженни. Поссорившись, Кэти выбрасывает альбом Алекса, листы из которого подбирает Дженни.
Вечером Оливер общается с Дженни, рассказывая историю из своего детства — отец бросил семью, когда ему было 8 лет. На следующий день Алекс показывает Дженни свои рисунки, ведя себя как абсолютно нормальный ребёнок. Однако Кейт требует в прежней манере от няни, чтобы та несла её покупки, но последняя жёстко отказывает. После того, как она попыталась пожаловаться отцу, который в это время сидел на телефоне, решает «изменить образ» Дженни — она выбрасывает одежду няни в окно и вместе с братом, тащут её в магазин, чтобы подобрать ей менее «занудный» образ. Тогда же она отказывается от очков. Вечером она, сама того не ожидая, очаровывает Оливера и разговаривает с Вивиан, которая просит подготовить список рекомендаций по развитию бизнеса.
Уже наутро все летят в Зальцбург на частном самолёте, так как выясняется, что в то время, как дети подбирали Дженни новый наряд, Оливер обручился с Вивиан и назначил свадьбу на следующую неделю в Вене. Однако на следующий вечер происходит скандал — Вивиан пытается силком отвести детей в номер, не обращая внимания на их протесты, и Алекс случайно роняет на неё стакан с мороженым. Это едва не приводит к тому, что дети отправляются обратно в Штаты, но их отстаивает Дженни.
На следующий день Дженни вместе с Алексом и Кэти посещают ресторан, в котором у неё назначено свидание с Чарли, в данный момент путешествующим по Европе. Однако Алекс видит его в компании какой-то девушки и пытается вместе с сестрой отвлечь Дженни, но безуспешно. Она высказывает всё, что думает о нём и его новой пассии, выбрасывает кольцо (которое угодило прямо в платье той девушки), а когда Чарли пытается объясниться, Дженни дважды слепит его вспышкой фотоаппарата, который она же дала ему в поездку, из-за чего его штаны горят, он сам весь в десертах, и за компанию, его бьёт оскорблённый мужчина, на которого пролилось шампанское.
Предыдущие няни не продержались и дня, после испытаний, которые устроили им детишки. Однако Дженни не намерена сдаваться, она перевоспитывает детей.
Чуть позже, во время прогулки, Дженни попадает в поле зрения двух воров, один из которых крадёт фотоаппарат, а когда все бросаются за ним, второй вор на мотоцикле крадёт уже саму сумку, к которой были документы и деньги. Дженни в отчаянии звонит Оливеру, но звонок принимает Вивиан, которая обещает отправить перевод на имя Дженни, но врёт ей и радуется, что детей не будет на церемонии (она собирается отправить их в Швейцарию в школу-интернат). В итоге, Дженни договаривается с капитаном круизного судна, следующего до окрестностей Вены, но за это они вынуждены помогать по кораблю. Детям даже это начинает нравиться, и они радуются, что попали в такую передрягу.
Около Вены, троица попадает на ферму, где фермер их кормит, и через свою дочь, владеющую английским языком, объясняет, что довезёт их до Вены. После отдыха на сеновале, их пытаются отвезти в Вену, но грузовик буквально рассыпается на ходу.
Тем временем, Вивиан пытается организовать подготовку к свадьбе так, как ей самой это видится, то есть, без детей. Оливер начинает волноваться по факту отсутствия вестей от детей и просит Найджела помочь в поисках детей, и Вивиан показывает один из конфиденциальных документов компании с пометками, внесёнными Дженни по просьбе Вивиан, но обставляет всё так, что Дженни — корпоративный шпион, внедрённый в компанию Колдвелла для её уничтожения. В этот момент звонит Найджел и сообщает, что троица вернулась. В итоге, Оливер отчитывает Дженни за то, что его дети «подвергались опасности», а затем, даёт ей деньги на билет до дома, давая понять, что она уволена и сообщает, что он мог подать в суд на неё за корпоративный шпионаж, за чем наблюдают сами дети и Найджел, предлагающий «что-нибудь сделать». Они подходят к ругающимся Оливеру и Дженни и показывают видео с камеры на машинке, при помощи которой Оливер узнаёт про планы Вивиан и отменяет свадьбу, давая понять, что всё знает. После требования Вивиан отдать ей обручальное кольцо, Оливер выбрасывает его в воду, из-за чего Вивиан и её подружки падают с моста.
Колдвелл разговаривает с детьми, сообщая им, что они поедут во Францию и отправятся в круиз на яхте. Позднее он разговаривает с Дженни и предлагает ей должность в своей компании, но она просит лишь извинений. Оливер извиняется, и они целуются. При этом, за ними подсматривают Алекс и Кэти вместе с Найджелом. Дженни видит машинку и переворачивает её, оставляя в поле зрения объектива только ноги.

## В ролях
- Грегори Харрисон — Оливер Колдвелл, миллионер
- Хейди Ленхарт — Дженни Морган, няня
- Джейн Сиббетт — Вивиан Бергер, невеста и партнёр Оливера
- Кэти Волдинг — Кэти Колдвелл, дочь Оливера
- Джейк Динвидди — Алекс Колдвелл, сын Оливера
- Джон Рис-Дэвис — Найджел, личный шофёр и друг семьи Колдвелл
- Ричард Рили — Сэм Морган, отец Дженни
- Майкл Вулсон — Чарли Крюкшенк

## Теглайны
- When the right woman accepts the wrong job, anything can happen.
- Когда правильная женщина найдёт неправильную работу, что-нибудь может случиться.